# Adrenoleukodystrofi
Adrenoleukodystrofi (ALD) er en sygdom der oftest begynder i alderen 3-10 år og påvirker nervesystemet, mere specifikt myelinskederne, som er et fedtlag rundt om nerverne, der isolerer nerven, ligesom isoleringen på en ledning. Sygdommen er meget sjælden. I USA er det 1 ud af 21.000, der får sygdommen, og de ramte vil oftest dø inden for 2 år. Man arbejder på løsninger verden over.

## Ekstern henvisning
- Adrenoleukodystrofi

| Lægevidenskab | Spire Denne artikel om lægevidenskab er en spire som bør udbygges. Du er velkommen til at hjælpe Wikipedia ved at udvide den. |